# Falklandská vlajka

Falklandská vlajka
Poměr stran: 1:2

Falklandská námořní vlajka
Poměr stran: 1:2

Vlajka Falkland, zámořského území Spojeného království, je tvořena britskou modrou služební vlajkou (Blue Ensign) s falklandským vlajkovým emblémem (anglicky badge) z roku 1948, který je umístěný ve vlající části.
Na děleném štítu je v horní části na modrém poli vyobrazený bezrohý beran stojící na zelené trávě (chov ovcí tu má velký hospodářský význam), v dolní části je na modrých a bílých vlnách plachetnice Desire, jejíž posádka ostrovy roku 1592 objevila. K jejímu jménu se vztahuje záměrná slovní hříčka v mottě, napsaném na stuze pod štítem: DESIRE THE RIGHT (česky Přej si to správné).

## Galerie

Vlajka falklandského guvernéra Poměr stran: 1:2
Falklandská vlajka (1876–1925) Poměr stran: 1:2
Falklandská vlajka (1925–1948) Poměr stran: 1:2
Falklandská vlajka (1948–1999) Poměr stran: 1:2
Falklandská námořní vlajka (1948–1999), občas stále používaná Poměr stran: 1:2